# Boterkaars

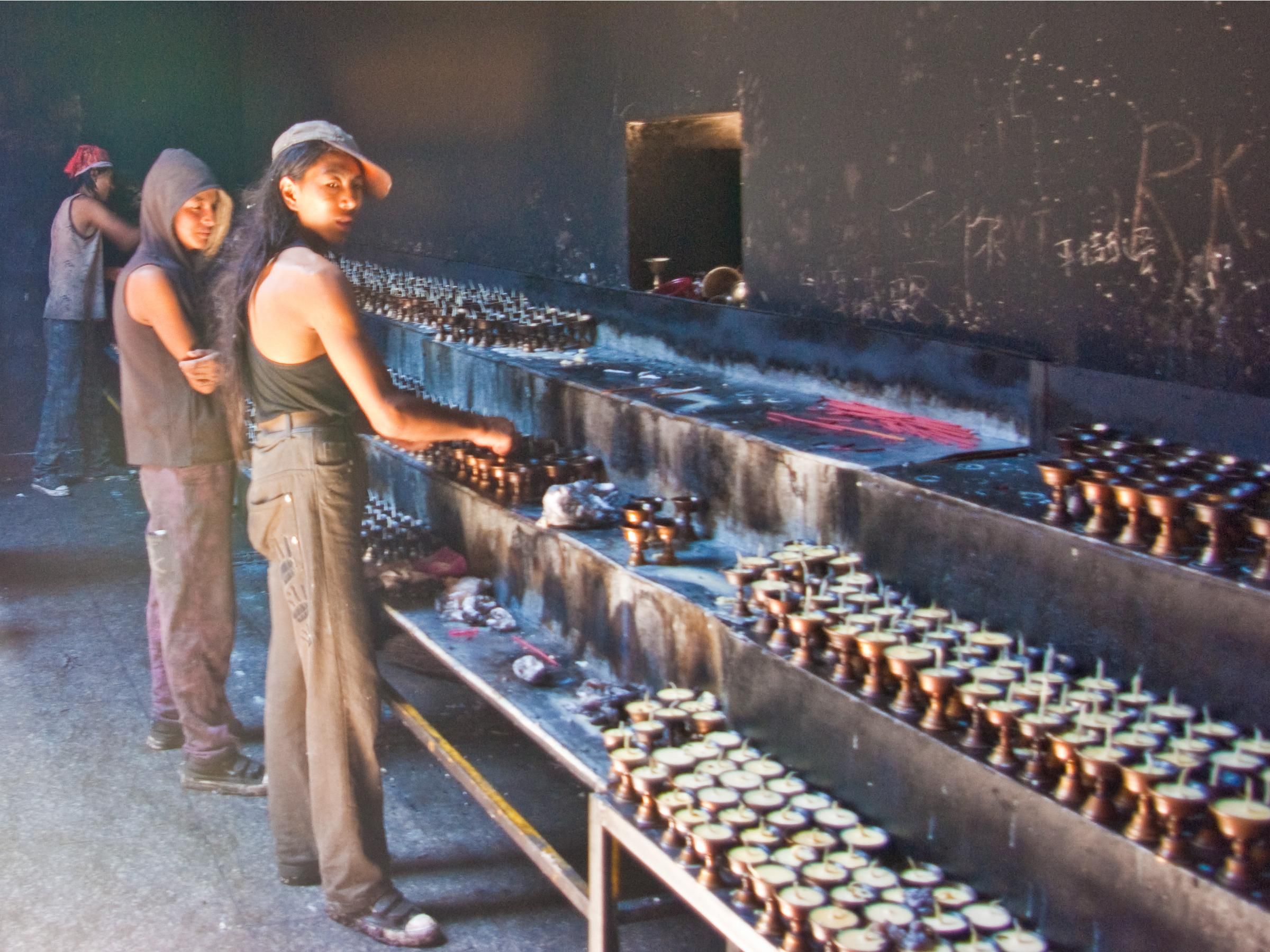
Aansteken van boterkaarsjes in Ramoche

Een boterkaars is een in het oog springend onderdeel van Tibetaans boeddhistische tempels en kloosters in de gehele Himalaya. Traditioneel werd geklaarde jakboter gebruikt; tegenwoordig ook plantaardige olie.

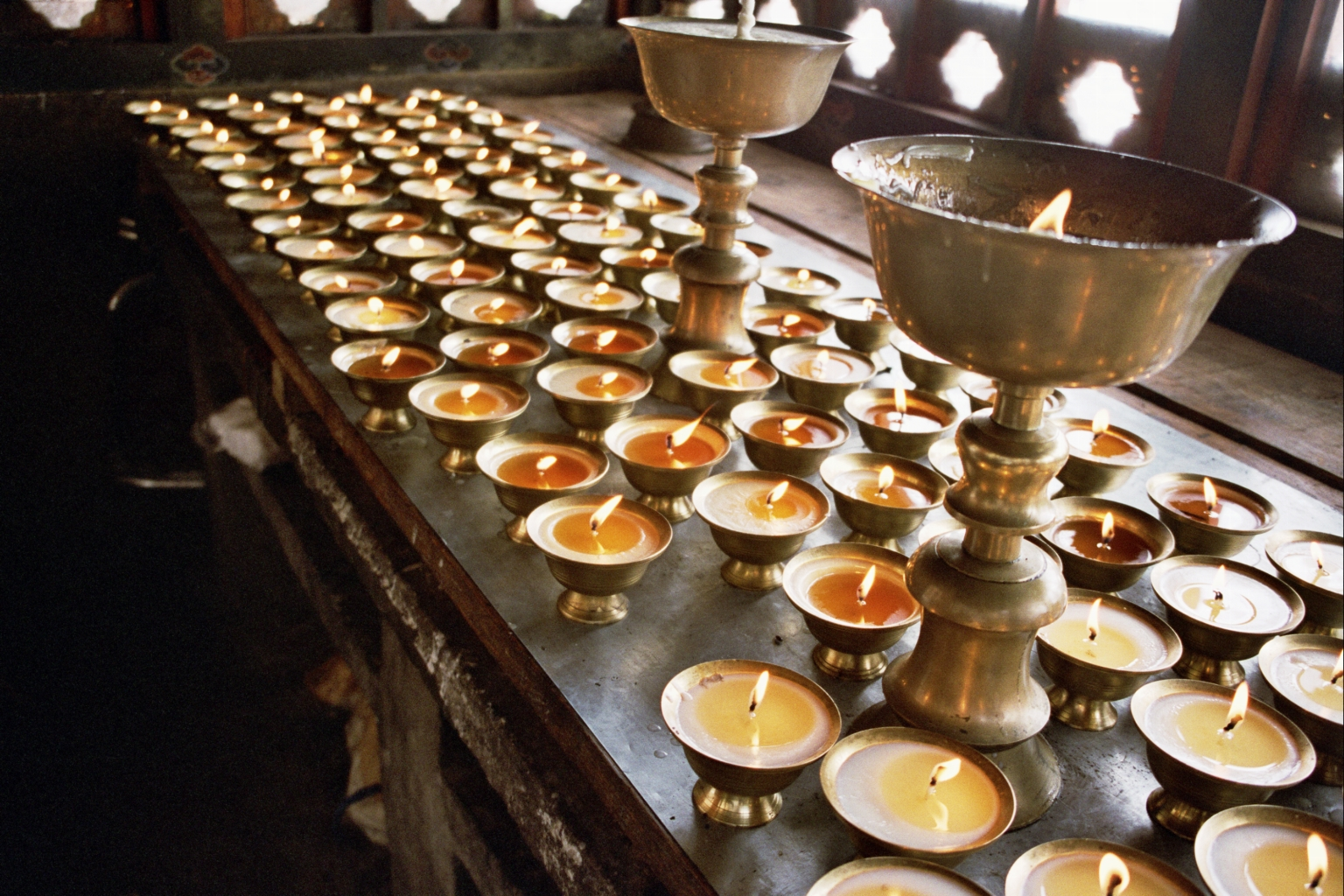
Tango-klooster in Bhutan

Qua uiterlijk hebben de lichten het aardse, praktische doel als middel tegen de duisternis. In religieus opzicht hebben de boterkaarsen ten doel de boeddhistische verlichting te vinden. Esoterisch herroepen ze de warmte van tummo yogaenergie van de zes yoga's van naropa, dat een belangrijke tekst vormt voor zowel de sakya-, gelug- als de kagyüscholen in het tantrische boeddhisme.
Pelgrims in Tibet gebruiken de boterkaars ook om verdienste te bereiken, een principe uit het boeddhisme. Monniken in het klooster bedienen zich gewoonlijk van moderne lampen, om de grote branden te voorkomen waar veel kloosters in de loop van de jaren aan ten onder zijn gegaan.
Volgens praktiserende boeddhisten helpt het de geest te focussen en helpt het bij de meditatie. De brontantra van Chakrasamvara beschrijft: Als je sublieme realisatie wilt, offer dan honderd lichten.